# Рыльский 126-й пехотный полк
126-й пехо́тный Ры́льский полк — пехотная воинская часть Русской императорской армии.
Полковой праздник — 23 апреля.
Старшинство — 12 мая 1807 года.

## История полка
Полк составился в 1863 году из 4-го кадрового и резервных 5-го и 6-го батальонов Белостокского пехотного полка как Белостокский резервный полк, каждый из этих батальонов до 1884 года имел собственную историю, но общее старшинство и знаки отличия. Примечательно, что 5, 6, 7-й и 8-й батальоны полка (в 1863 составившие 126-й Рыльский полк) в продолжение Крымской кампании действовали в Северном Причерноморье, отдельно от первых четырёх батальонов полка, действовавших на Кавказе, поэтому и дарованные знаки отличия за Крымскую кампанию у батальонов 126-го и 50-го полков были совершенно различны, хотя им в 1884 году и присвоена общая история до 1863 года.
С 13 августа 1863 года — Рыльский пехотный полк; 25 марта 1864 года полк получил № 126. В 1879 году сформирован 4-й батальон полка. 18 марта 1884 года всем батальонам полка присвоено старшинство от даты формирования Белостокского пехотного полка, как части, сформированной из его половины, тогда же переписана и история части, ставшей таким образом до 1863 года копией истории Белостокского пехотного полка, одновременно с этим уничтожалась история и изменялись знаки отличия батальонов, входивших в состав полка. В 1907 году полку пожаловано юбилейное Георгиевское знамя с надписью «За Севастополь в 1854 и 1855 годах» с юбилейной Александровской лентой и надписью «1807—1907».
Расформирован в январе 1918 года.
Боевые Кампании полка (с 1863 года):
- Русско-турецкая война (1877—1878)
- Первая мировая война

### 1-й батальон полка
1-м батальоном полка с 1863 года стал 4-й батальон Белостокского пехотного полка
Этот сформирован 30 апреля 1802 года в Закавказье как 3-й батальон Суздальского мушкетерского полка, старшинство ему установлено с 1707 года, как сформированному в этом году из чинов 1-го и 2-го батальонов Суздальского полка. При сформировании батальону выдано два простых знамени, из числа пожалованных Мушкетерскому Генерал-Майора Глазова полку 21 января 1799. 21 августа 1814 года в батальоне оставлено 1 знамя. В 1819 году батальон в кадровом составе со своим знаменем вместе с полком убыл с Кавказа. При этом Суздальский полк приказом Ермолова переименован в Тенгинский (впрочем на старшинство батальонов, сохранивших знамёна это не распространялось). В 1819—1825 годах батальон носил именование батальона Тенгинского пехотного полка, это переименование императором Александром I было 11 мая 1825 отменено и полк стал снова называться Суздальским. 7 октября 1822 года батальону пожаловано новое простое знамя без надписи. 9 мая 1830 года назван 3-м резервным батальоном Суздальского пехотного полка. 
16 февраля 1831 батальон перечислен в Белостокский пехотный полк, составив его 3-й резервный батальон, при этом батальон сохранил знамя пожалованное в 1822 году. 28 января 1833 стал 4-м резервным батальоном Белостокского пехотного полка. 9 февраля 1834 стал 5-м резервным батальоном Белостокского пехотного полка. 20 июня 1838 года к знамени батальона пожалована юбилейная лента, причём  лента эта накладывалась на все знамёна, бывшие в батальоне. 23 августа 1856 назван 4-м батальоном Белостокского пехотного полка, поскольку прежний 4-й батальон Белостокского полка тогда же был расформирован, а его Георгиевское знамя с надписью «За отличие в сражении против турок за р. Чолоком 4 июня 1854» в 1879 году выдано новому 4-му батальону 50-го Белостокского полка. 30 августа 1856 года батальону пожаловано Георгиевское знамя с надписью «За Севастополь в 1854 и 1855 годах». 30 августа 1856 года в батальоне были пожалованы знаки нагрудные для офицеров и головные для нижних чинов с надписью: «За Севастополь с 13 сентября 1854 по 27 августа 1855 года». 6 апреля 1863 года батальон был перечислен в новый Белостокский резервный полк, составив его 1-й батальон. 17 апреля 1878 батальону пожалованы Георгиевские трубы с надписью: «За отличие в турецкую войну 1877 и 1878 годов». Приказом от 18 марта 1884 старшинство батальона упразднено и юбилейная лента сдана в арсенал
Боевые кампании батальона до 1884 года:
- Русско-турецкая война (1806—1812)
- покорение Кавказа в 1802—1819
- Крымская война
- Русско-турецкая война 1877—1878

### 2-й батальон полка
2-м батальоном полка с 1863 года стал 5-й батальон Белостокского пехотного полка. Этот батальон был сформирован 30 августа 1834 года как запасной полубатальон № 50 Белостокского пехотного полка. Батальону при этом установлено старшинство 1707 года, как сформированному из чинов резервного батальона Белостокского полка. 20 января 1842 года запасной полубатальон № 50 переформирован в 6-й запасной батальон Белостокского пехотного полка. 10 марта 1854 года стал 6-м резервным батальоном Белостокского пехотного полка. 23 августа 1856 года стал 5-м батальоном Белостокского пехотного полка и все чины батальона уволены в бессрочный отпуск. 30 августа 1856 года пожаловано Георгиевское знамя с надписью «За Севастополь в 1854 и 1855 годах» и в полу даны знаки нагрудные для офицеров и головные для нижних чинов с надписью: «За Севастополь с 13 сентября 1854 по 27 августа 1855 года». Вновь батальон был собран летом 1863 года собран из бессрочно-отпускных и рекрут как 2-й батальон Белостокского резервного полка, вскоре ставшего Рыльским пехотным полком. 17 апреля 1878 года батальону пожалованы Георгиевские трубы с надписью: «За отличие в турецкую войну 1877 и 1878 годов». Приказом от 18 марта 1884 старшинство батальона упразднено и юбилейная лента сдана в арсенал.
Боевые Кампании Батальона до 1884 года:
- Крымская война
- Русско-турецкая война 1877—1878

### 3-й батальон полка
3-м батальоном полка с 1863 года стал 6-й батальон Белостокского пехотного полка
Он был сформирован 10 марта 1854 года как 7-й запасной батальон Белостокского Пехотного полка, 
в том же году ему было выдано простое знамя без надписи. 23 августа 1856 года стал 6-м батальоном Белостокского пехотного полка и все чины батальона уволены в бессрочный отпуск, при этом простое знамя сдано в Киевский арсенал и более не выдавалось. Летом 1863 года вновь собран как 3-й батальон Белостокского резервного полка, вскоре ставшего Рыльским пехотным полком, при этом, как вновь собранному более чем наполовину из чинов прежнего 4-го и 5-го батальонов прежнего Белостокского пехотного полка было присвоено их старшинство (с 1708 года) и пожалованы Георгиевское знамя с надписью «За Севастополь в 1854 и 1855 годах» с юбилейной александровской лентой и знаки нагрудные для офицеров и головные для нижних чинов с надписью: «За Севастополь с 13 сентября 1854 по 27 августа 1855 года». 17 апреля 1878 года батальону пожалованы Георгиевские трубы с надписью: «За отличие в турецкую войну 1877 и 1878 годов». Приказом от 18 марта 1884 года старшинство батальона упразднено и юбилейная лента сдана в арсенал
Боевые кампании батальона до 1884 года:
- Крымская война
- Русско-турецкая война 1877—1878

### 4-й батальон полка
4-й батальон был сформирован 7 апреля 1879 года из стрелковых рот 1-го,2-го и 3-го батальонов. При сформировании батальону выдано простое знамя 8-го запасного батальона Белостокского пехотного полка (8-й запасной батальон Белостокского пехотного полка был сформирован 10 марта 1854, в том же году ему было выдано простое знамя без надписи, приказом от 23 августа 1856 года 8-й батальон был расформирован).

## Командиры полка
- 21.04.1863[2] — 12.03.1867 — полковник Домашнев, Павел Александрович
- хх.03.1867 — 19.10.1869 — полковник Андриевский, Александр Николаевич
- 23.10.1869 — 21.01.1872 — полковник Гернгросс, Алексей Александрович
- 18.03.1872 — 03.06.1876 — полковник Вилламов, Григорий Александрович
- 03.06.1876 — 13.01.1885 — полковник Саранчов, Иван Семёнович
- 01.02.1885 — 28.05.1891 — полковник Чернопятов, Иван Макарович
- 05.06.1891 — 14.10.1899 — полковник Потёмкин, Александр Александрович
- 31.10.1899 — 25.03.1904 — полковник Шилейко, Адольф Донатович
- 05.04.1904 — 28.06.1905 — полковник Тимофеев, Сергей Яковлевич
- 02.08.1905 — 21.11.1912 — полковник Соколовский, Александр Степанович
- 27.11.1912 — 02.02.1915 — полковник Мышаков, Борис Николаевич
- 08.02.1915 — 26.08.1915 — полковник Нагаев, Виктор Владимирович
- 25.08.1915 — 03.11.1915 — полковник Дорошкевич, Александр Васильевич
- 03.11.1915 — 15.08.1916 — полковник (с 05.08.1916 генерал-майор) Рафальский, Григорий Михайлович
- 20.09.1916 — 21.05.1917 — полковник Петров, Василий Петрович
- 31.05.1917 — xx.xx.1917 — полковник Дробневский, Дмитрий Иосифович
- 1917 — полковник Бурмистров, Василий Самсонович

## Знаки отличия полка
- юбилейное георгиевское знамя с надписью «За Севастополь в 1854 и 1855 годах» с юбилейной александровской лентой «1807—1907».
- знаки нагрудные для офицеров и головные для нижних чинов с надписью: «За Севастополь с 13 сентября 1854 по 27 августа 1855 года»(во всем полку).
- Георгиевские трубы с надписью: «За отличие в турецкую войну 1877 и 1878 годов».

## Люди, служившие в  полку
- Кукаркин, Василий Александрович (1894—19??) — советский военачальник, полковник (1940). Служил в полку в 1915-1917 гг., закончил службу старшиной роты в звании подпрапорщик.
- Агеев Порфирий — ефрейтор, награжден вторым призом за отличную стрельбу (номер 567687).
- Капелюжный Григорий Николаевич — рядовой, награжден Георгиевским крестом IV степени (номер 796478), уроженец м. Ак-Мечеть, Кунанской волости, Таврической губернии (ныне пгт. Черноморское)[3].

## Другие части этого имени
- Рыльский (старый) пехотный полк Существовал в 1796—1833. 18 марта 1884 его история и старшинство присвоено Старорусскому пехотному полку (сформированному в 1863).
- Рыльский конный полк ландмилиции Существовал в 1727—1763. стоял на Слободской Линии
- Рыльская инвалидная команда корпуса Внутренней Стражи. Сформирована 27 апреля 1811 г, упразднена в 1881 именуясь Рыльской местной командой